# Iodure d'acétyle
L’iodure d'acétyle est un composé organique iodé de formule brute CH3COI. C'est un halogénure d'acyle dérivé de l'acide acétique CH3COOH dont il est un intermédiaire de synthèse dans le procédé Monsanto.